# 4000 Hipparchus
4000 Hipparchus este un asteroid din centura principală. Descoperit la 4 ianuarie 1989, de către Seiji Ueda și Hisroshi Kaneda, asteroidul prezintă o orbită caracterizată de o semiaxă majoră egală cu 2,5916712 UA și de o excentricitate de 0,1123132, înclinată cu 2,71306° față de ecliptică.
Poartă numele astronomului grec Hipparchus din Niceea, trăitor în secolul al II-lea î.Hr.